# Andreas Enkelmann
Andreas Enkelmann (* 31. Dezember 1958 in Jena) ist ein deutscher Politiker (SPD) und thüringischer Landtagsabgeordneter.

## Leben und Beruf
Enkelmann ist verheiratet und hat drei Kinder. Er schloss sein Studium an der Universität Jena 1983 als Diplom-Theologe ab. Zwei Jahre später absolvierte er das 2. Theologische Examen und wurde Pfarrer der Evangelisch-Lutherischen Kirche in Thüringen. Bis 1989 arbeitete er in der Gemeinde Graitschen im Kreis Eisenberg, bevor er zum Studentenpfarrer in Ilmenau gewählt wurde. Im Jahr darauf folgte die Wahl zum stellvertretenden Landrat des Ilm-Kreises. Er arbeitet heute im Hospizverein Ilmenau e.V.

## Politik
Im Jahr 1990 wurde Enkelmann Mitglied des Ersten Thüringer Landtags, aus dem er 1999 ausschied. Während der ersten Wahlperiode seiner Abgeordnetentätigkeit im Landtag war er Vorsitzender des Ausschusses für Wirtschaft und Kunst sowie stellvertretender Fraktionsvorsitzender der SPD. Weiterhin war er Mitglied im Kreistag sowie stellvertretender Landrat des Ilm-Kreises. Weiterhin hatte er die Funktionen des stellvertretenden Kreisvorsitzenden seiner Partei inne.